# Valea Grajdului
Valea Grajdului – wieś w Rumunii, w okręgu Botoszany, w gminie Unțeni. W 2011 roku pozostawała niezamieszkana.